# Lijst van vlaggen van Luxemburg
Dit is een lijst van vlaggen van Luxemburg.

## Nationale vlag (perFIAV-codering)
|          | Civiele vlag | Staatsvlag | Oorlogsvlag |
| -------- | ------------ | ---------- | ----------- |
| Te land  | · ?          | · ?        | · ?         |
| Te water | · ?          | · ?        | · ?         |

## Vlaggen van bestuurders
| Vlag                                   | Periode | Functie                                | Beschrijving                                                                                               |
| -------------------------------------- | ------- | -------------------------------------- | --- |
| Standard van Groothertog van Luxemburg | 2001 -  | Standard van Groothertog van Luxemburg | Een oranje veld met daarop in het midden het wapen van de vorst van Luxemburg, met schildhouders en kroon. |